# العلاقات البرازيلية النيجيرية
العلاقات البرازيلية النيجيرية هي العلاقات الثنائية التي تجمع بين البرازيل ونيجيريا.

## مقارنة بين البلدين
هذه مقارنة عامة ومرجعية للدولتين:
| وجه المقارنة                                              | البرازيل | نيجيريا                     |
| --------------------------------------------------------- | --- | --------------------------- |
| المساحة (كم2)                                             | 8.52 مليون | 923.77 ألف                  |
| عدد السكان (نسمة)                                         | 202.66 مليون | 190.89 مليون                |
| الكثافة السكانية (ن./كم²)                                 | 23.79 | 206.64                      |
| العاصمة                                                   | برازيليا، ريو دي جانيرو | أبوجا، لاغوس                |
| اللغة الرسمية                                             | برتغالية برازيلية، Brazilian Sign Language ‏ | لغة إنجليزية، اللغة اليوربا |
| العملة                                                    | ريال برازيلي، كروزيرو ريال برازيلي ‏، كروزيرو البرازيلية (1990–1993)، البرازيلي كروزادو نوفو، كروزادو برازيلي، cruzeiro ‏، كروزيرو البرازيلية (1942–1967)، الريال البرازيلي (قديم) | نيرة نيجيرية                |
| الناتج المحلي الإجمالي (بليون دولار)                      | 2.06 تريليون | 375.77 مليار                |
| الناتج المحلي الإجمالي (تعادل القوة الشرائية) بليون دولار | 3.22 تريليون | 1.09 تريليون                |
| الناتج المحلي الإجمالي الاسمي للفرد دولار أمريكي          | 8.54 ألف | 2.64 ألف                    |
| الناتج المحلي الإجمالي للفرد دولار أمريكي                 | 15.89 ألف | 5.91 ألف                    |
| مؤشر التنمية البشرية                                      | 0.754 | 0.514                       |
| رمز المكالمات الدولي                                      | +55 | +234                        |
| رمز الإنترنت                                              | .br | .ng                         |
| المنطقة الزمنية                                           | | ت ع م+01:00                 |

## مدن متوأمة
في ما يلي قائمة باتفاقيات التوأمة بين مدن برازيلية ونيجيرية:
- ترتبط برازيليا مع أبوجا باتفاقية توأمة منذ 2004.
- ترتبط ريو دي جانيرو مع لاغوس باتفاقية توأمة منذ 1969.

## منظمات دولية مشتركة
يشترك البلدان في عضوية مجموعة من المنظمات الدولية، منها:
| علم المنظمة | اسم المنظمة                        | تاريخ انضمام البرازيل | تاريخ انضمام نيجيريا |
| ----------- | ---------------------------------- | --------------------- | -------------------- |
|             | مؤسسة التنمية الدولية              | 15 مارس 1963          | 14 نوفمبر 1961       |
|             | الأمم المتحدة                      | 24 أكتوبر 1945        | 7 أكتوبر 1960        |
|             | منظمة التجارة العالمية             | ?                     | ?                    |
|             | منظمة الشرطة الجنائية الدولية      | ?                     | ?                    |
|             | الاتحاد الدولي للاتصالات           | 4 يوليو 1877          | 11 أبريل 1961        |
|             | الفريق المعني برصد الأرض           | ?                     | ?                    |
|             | البنك الدولي للإنشاء والتعمير      | 14 يناير 1946         | 30 مارس 1961         |
|             | الاتحاد البريدي العالمي            | ?                     | ?                    |
|             | منظمة حظر الأسلحة الكيميائية       | ?                     | ?                    |
|             | مؤسسة التمويل الدولية              | 31 ديسمبر 1956        | 30 مارس 1961         |
|             | البنك الإفريقي للتنمية             | ?                     | ?                    |
|             | وكالة ضمان الاستثمار متعدد الأطراف | 7 يناير 1993          | 12 أبريل 1988        |
|             | يونسكو                             | 4 نوفمبر 1946         | 14 نوفمبر 1960       |

## أعلام
هذه قائمة لبعض الشخصيات التي تربطها علاقات بالبلدين:
- أولغا دي ألكيتو (1925 – 29 سبتمبر 2005)
- جينجر جونسون (فنان إيقاعي نيجيري، 1916 – 1972)

## وصلات خارجية
- موقع وزارة الخارجية البرازيلية
- موقع وزارة الخارجية النيجيرية